# Тараканов, Иван Васильевич
Иван Васильевич Тараканов (2 июля 1928, с. Покровский Урустамак, Татарская АССР — 9 марта 2015, Ижевск) — советский и российский учёный в области удмуртской филологии и литературы. Доктор филологических наук, профессор, заслуженный деятель науки Российской Федерации и Удмуртской АССР.

## Биография
Родился в одном из малых центров удмуртской культуры за пределами Удмуртии — в селе Покрово-Урустамак Бавлинского района Татарской АССР.
В 1944 гг. — окончил сельскую школу и стал работать в ней учителем начальных классов, в 1948 году окончил заочное отделение педагогического училища г. Бугульмы, в 1952 году — историко-филологический факультет Удмуртского государственного педагогического института (с 1972 года — Удмуртский государственный университет).
- 1952—1953 гг. — учитель русского языка и литературы в Бавлинской средней школе,
- 1953—1955 гг. — научный сотрудник сектора языка Удмуртского научно-исследовательского института истории, экономики, языка и литературы при Совете Министров Удмуртской АССР (УдНИИ, с 1988 года — Удмуртский институт истории, языка и литературы Уральского отделения Российской академии наук, УИИЯЛ УрО РАН),
- 1955—1958 гг. — в аспирантуре Тартуского университета,
- 1958—1960 гг. — продолжил работу в УдНИИ,
- 1959 г. — защитил диссертацию кандидата филологических наук на тему: «Фонетические особенности бавлинского диалекта удмуртского языка (в свете экспериментальных данных)»; научный руководитель — академик АН Эстонской ССР П. А. Аристэ.

Дальнейшая научная и педагогическая деятельность И. В. Тараканова связана с Удмуртским государственным педагогическим институтом / Удмуртским государственным университетом.
- 1960—1962 гг. — старший преподаватель кафедры удмуртского языка и литературы;
- 1962—1967 гг. — избран доцентом,
- 1967—1983 гг. — заведующий кафедрой удмуртского языка и литературы,
- 1983—1995 гг. — заведующий кафедрой удмуртского и финно-угорского языкознания, в 1985 году защитил докторскую диссертацию «Удмуртско-тюркские языковые контакты»
- с 1988 года — профессор,
- 1988—1990 гг. — по совместительству работал в УдНИИ, заведующий сектором языка,
- 1995—2005 гг. — заведующий кафедрой современного удмуртского языка и методики его преподавания.
- 2005—2012 гг. — профессор кафедры современного удмуртского языка и методики его преподавания.
- 2013—2015 гг. — профессор кафедры общего и финно-угорского языкознания

## Признание
- 1989: заслуженный деятель науки Удмуртской АССР
- 1997: заслуженный деятель науки Российской Федерации
- 1997: лауреат премии имени Кузебая Герда, учрежденной Всеудмуртской ассоциацией «Удмурт Кенеш»